# 雲界の旅人
『雲界の旅人』（うんかいのたびびと）は、あろひろしによる日本の漫画作品。

## 概要
『月刊少年キャプテン』（徳間書店）にて1987年に第1話が読み切りとして掲載され、翌年の1988年より連載開始。単行本第1巻発売の後、掲載誌を『少年キャプテンSELECT』に移したものの、掲載誌休刊に伴いしばらく中断されていたが、1994年頃に新装版全2巻発売に合わせる形で『月刊少年キャプテン』に2話分掲載された。
単行本新装版第2巻の「後書き」ならぬ「中書き」に書かれている通り、物語としては未完。作者の公認サイトでは「続きを描いて欲しい、という読者からの反応はあるものの、発表の場が無い・アシスタントを確保できないなどの事情から、今後の作品展開は難しい。しかし作者は未だに描くことを諦めてはいない」と語られていた。
2016年2月、クラウドファンディングによる続編エピソード製作プロジェクトが発表された。目標金額130万円に対して316人のサポーターより計3,359,267円の支援が集まり、続編となる68ページの中編『雲界の旅人～島の花嫁篇～』は同人誌として執筆され、2017年10月に発行。更に、2018年2月よりサポーター以外への販売が始まった。
世界観としては一見ヒロイック・ファンタジーに近いようだが、魔法やそれに類するものは登場せず、生態系も独特なものとなっている。作中で重要な位置を占める「竜」にしても、一般的なドラゴンのイメージとは大幅に異なる存在として描かれている。

## あらすじ
その昔、慎重に計算された速度と軌道で打ち込まれた、直径数百kmの巨大な岩塊がその惑星を変えた。そして時は流れた……。
見渡す限りの雲海の中に、長大な柱に支えられた島（コロニー）が点在している世界。雲海の底は果てが見えないほど深い。しかし、島を支える柱は徐々に腐食と崩壊が進行しており、このままでは遠からず故郷の崩壊と消滅が免れない事を悟った女剣士ライナと、そのパートナーである竜人アドルスは、人々を救うべく「先人たち」の知識と技術を求め、どの島にも所属しない渡り鳥（オーキイ）として探求の旅を続ける。

## 用語
竜
巨大なカンガルーの背中にコウモリの翼を生やしたような生物。おとなしく人に従順な性質で、人を背に乗せて空を飛ぶことができる。この世界において各島間の通信・交通・輸送を担っている。
「飛鱗竜（とびとかげ）」という爬虫類のような生物も存在するが、「生物的に異なりすぎる」という理由により竜人を作ることができず、更に凶暴な性質のため従属させづらいことから、これを使役する竜の一族は稀だという。
竜の一族 / 竜の民
竜を飼育・使役する人々。各島にそれぞれの竜の一族が存在している。通信・交通・輸送を担う重大な使命を持つために、島に暮らす一般の人々とは別に一族を構え、多くのしきたりに従って生活している。
基本的には生まれた際に決められた竜と共に成長し、パートナーとなる。竜は前述の通りおとなしい生物だが、幼い時期の竜は力加減が下手なので、懐かれる結果として自分の竜を飼い始めたばかりの竜の民は生傷が絶えない。
竜人
下半身を竜の背中と接合された竜の民のこと。両脚を斬り落とし、特殊なスライム種の生物を介して竜の背中に繋ぎ合わせるという、過酷かつ（現代医学からすれば）乱暴な手術は「竜人の試し」と呼ばれ、低い手術成功率と強い拒絶反応を伴うが、これを乗り越えて生き延びた者は島から島への長距離航行が可能になり、一定の地位が認められる。
竜人となった者は繁殖行為も出来ないため、「竜人の試し」を受けるための条件として「二人以上の女をもって、一族に二人以上の男児をもたらす」ことが定められている。また「試し」に使用するスライムも、「試し」を受ける者自身が捕獲するならわしであるが、止むを得ない事情があれば代理を立てることが認められる場合もある。
竜賊（パイレーツ）
竜を使役する盗賊団。作中に登場するものは、エスト諸島の北の島を根城に、諸島全体を荒らしまわっている。
先人たち（さきびとたち）
伝承に登場する、かつてこの世界を創造したとされる存在。各地の島に残る彼らの遺構から高度な技術と知識を発掘し、島を救う手立てを見つけ出すことが、ライナとアドルスの旅の目的となっている。

## 登場人物
ライナ・ダイ
エスト諸島・東の島出身の女剣士。幼い頃に母親を竜賊に殺されて以来、戦師のもとで剣の修行を続けてきた。竜賊を討ち果たした後、探求者としてアドルスと共に旅に出る。
自身の知らないところで「竜賊殺し（パイレーツスレイヤー）のライナ」と渾名されていたことには戸惑っている。人間だった頃のアドルスとは相思相愛とも呼べる仲で、彼が竜人となった後も固い信頼で結ばれている。
アドルス
西の島の竜の一族出身の青年。幼い頃に島の崩壊の危機を偶然知り、それを食い止める手段を探すため、竜人となって世界を旅することを志すようになる。
霧の島で起こった事件により、太古の智慧の一部を脳に植えつけられ、時折「先人たち」の知識・技術が発現すると共に、ある紋章のイメージが頭に浮かぶようになる。
ザニーナ
竜賊の首領の娘。黒い肌を持つ少女。一途ではあるが我の強すぎる性格でもあり、幼いころからアドルスに惚れ込み、手段の是非を問わず手に入れようと目論む。後に父を殺して首領の座を奪い取り、自らに最後まで靡かなかったアドルスへ復讐を企て、ライナとの対決の末に雲海の底へと身を投げる。
シン・ヴィクト
「戦師」と呼ばれる老人。エスト諸島を守る戦士を育成するため、東の島の修練場に招かれた。盲目だが高い実力を持つ剣士。教え子であるライナにも、視覚に頼らない「無明剣（むみょうのけん）」を伝授している。
ガセル
エスト諸島よりはるか東、ガーシ諸島のガーシ・IVに住む女戦士族出身の剣士。筋骨隆々とした肉体にモヒカン刈りの髪型、両肩に牙・胸部に獣の頭蓋骨をあしらった鎧が特徴。豪快な外観とは裏腹に純情な一面を持つ。より強い戦士と戦うことを常に望んでおり、偶然知り合った「竜賊殺しのライナ」を追い回すようになる。
ガディ
かつてこの世界の「大気」を作っていた工場島（プラント・アイランド）の守護者。命名者はライナ。四足歩行の獣のような姿だが、剣による斬撃が通用しない頑強な身体に、高い知性と運動能力を併せ持つ。工場島の機能停止後も100年間にわたり守り続けてきたが、その指令が解除されたことを理由に、ライナたちの旅への同行を申し出る。
彼の口から、この世界の本当の名前が語られる。

## 書籍情報

### 単行本
- アニメージュコミックススペシャル（徳間書店） 全1巻
  1. 1989年5月1日発行 ISBN 4-19-779052-X
- 少年キャプテンコミックススペシャル（徳間書店） 全2巻
  1. 1994年12月20日発行 ISBN 4-19-830039-9
  2. 1995年2月20日発行 ISBN 4-19-830044-5
- 雲界の旅人〜島の花嫁〜（同人誌）
  1. 2017年10月1日発行